# 红花菜豆酸
红花菜豆酸（也称菜豆酸）是一种有机化合物，分子式C15H20O5，属于倍半萜类植物激素，是脱落酸的代谢产物。